# Ferdinand Marcos
Ferdinand Emmanuel Marcos y Edralín (Sarrat, Ilocos Norte; 11 de septiembre de 1917-Honolulu, Hawái; 28 de septiembre de 1989) fue un cleptócrata, abogado y político filipino que ejerció como dictador bajo el cargo de presidente de Filipinas desde 1965 hasta 1986, gobernando el país mediante una autocracia, y centralizando el poder a nivel nacional con la ayuda de su esposa, la primera dama de Filipinas, Imelda Marcos.
Proveniente de una reconocida e influyente familia, participó en el Ejército filipino durante la Segunda Guerra Mundial, desempeño que le proporcionó cierto reconocimiento, que después usó para desarrollar su carrera política. Se desempeñó en tres períodos consecutivos como miembro de la Cámara de Representantes de Filipinas, desde 1949 hasta 1959, tras lo cual pasó a ejercer como senador de Filipinas y llegó a ser presidente del Senado de Filipinas entre 1962 y 1965, tras lo cual fue elegido para la presidencia de Filipinas en 1965 y de nuevo en 1969. Entonces, con la consiguiente proclamación de una ley marcial, se mantuvo en el poder durante los nueve años que estuvo en vigencia. Posteriormente pasó a ejercer el cargo de primer ministro de Filipinas, desde 1978 hasta 1981, cuando volvió a ser reelegido para la presidencia, cargo en el que permaneció durante 21 años. Fue finalmente depuesto por la Revolución de EDSA en 1986, tras lo cual partió al exilio en Hawái junto con su esposa.

## Juventud y ascenso político
Fue hijo de Mariano Marcos Rubio, un renombrado abogado y político que fue miembro de la Cámara de Representantes de Filipinas de 1925 a 1931 —hay dos instituciones, Don Mariano Marcos Memorial State University y Mariano Marcos State University, en su provincia natal Ilocos Norte, que fueron nombradas en su honor—, y Josefa Edralín.
Proveniente de una familia acomodada, se crio en una tradición familiar referente a la política, con su padre teniendo gran participación en la vida política del país, lo que lo llevó a perfilarse dentro de las mismas áreas que su padre. Esta filiación conllevó su participación en un suceso poco esclarecido, cuando en 1935, tras obtener la victoria en las elecciones para la Cámara de Representantes, Julio Nalundasan fue asesinado en la puerta de su casa en Bazac y las sospechas recayeron sobre Mariano Marcos, su principal oponente en campaña por el cargo: se acusó a Ferdinand Marcos de haber fraguado y participado en el asesinato, con la participación de su tío Pío Marcos, de un aliado muy cercano a su padre, Quirino Lizardo y el consentimiento del propio Mariano Marcos, quien presuntamente actuó como autor intelectual. La fiscalía regional tramitó los requisitos para procesar a los cuatro sospechosos y Ferdinand, incluso, estuvo preso durante veintisiete días, pero tras un exitoso proceso de apelación en la Corte Suprema de Filipinas, el caso fue invalidado y todos los sospechosos declarados inocentes.
Estudió derecho en la Universidad de Filipinas, donde destacó por sus dotes de orador y su excelente desempeño tanto en actividades extracurriculares como académicas y ejerció la abogacía en Manila hasta la llegada de la Segunda Guerra Mundial, momento en que pasó a servir como oficial del ejército de su país. 
Su paso por el ejército, especialmente su rol en la resistencia filipina, fue muy importante en el desarrollo de su carrera como político, ya que le otorgó a su figura una dimensión heroica. Sin embargo investigaciones realizadas luego de su fallecimiento, permitieron establecer que su rol en las actividades de resistencia contra los japoneses entre 1942 y 1945 había sido muy limitado.

## Carrera política

### Congresista
En 1946 pasó a ser ayudante del primer presidente de la República Independiente de Filipinas, Manuel Roxas, quien fuese además fundador del Partido Liberal de Filipinas, en el cual Marcos inició su militancia política, siendo electo en 1949 como miembro de la Cámara de Representantes de Filipinas por el 2.° distrito de su provincia natal de Ilocos Norte, siendo reelecto dos veces más de forma consecutiva, en 1952 y en 1955.
Durante la década que sirvió en la Cámara de Representantes de Filipinas llegó a ser presidente de los Comité de Economía e Industria y también del Bloque de Preparación, grupo de parlamentarios con prometedor futuro, del cual Diosdado Macapagal, Emmanuel Peláez y Arsenio J. Lacson, fueron parte. Igualmente fue miembro del Comité de Defensa, portavoz del Partido Liberal en Asuntos Económicos, miembro de la Comisión Especial de Importación y Regulación de Precios, así como de las Comisiones de Asuntos Internos, Planificación Económica y Empresas, Divisas Bancarias y de Regulación Pública.
Igualmente fue durante su período como miembro de la Cámara de Representantes, en 1954, que Ferdinand Marcos conoció a Imelda Romuáldez, una joven modelo filipina, que para entonces ostentaba el título de «Musa de Manila» y que además provenía de una familia de larga tradición en la política, con quien se casó tras sólo once días de noviazgo. Esta relación sería clave para su propio futuro político, pues Imelda no solamente sería su esposa hasta su muerte, sino que se convertiría en su principal promotora y consejera política.

## Presidencia

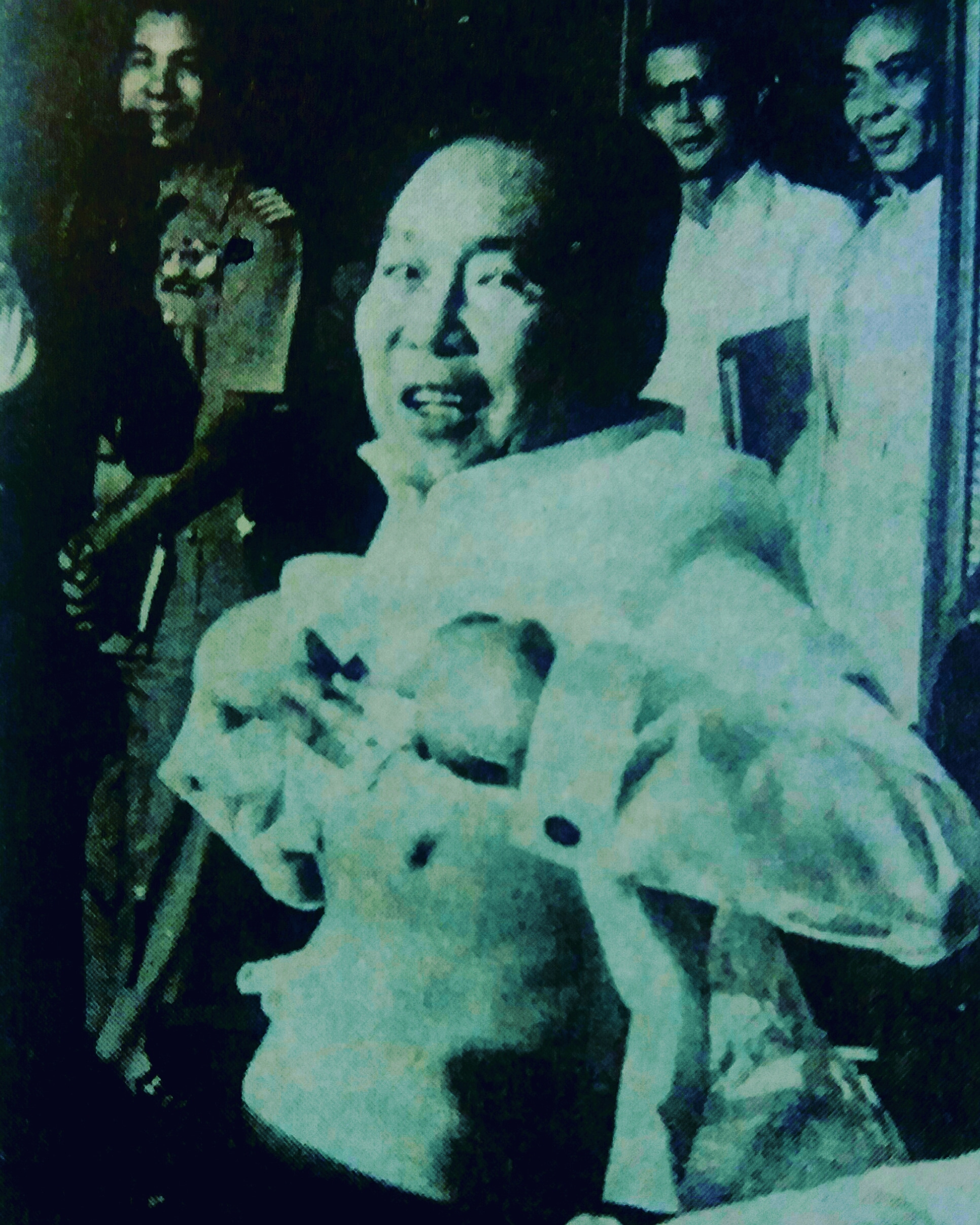
Ferdinand Marcos durante su visita a la Casa Blanca en 1966.

Aunque, inicialmente, Marcos, con ayuda de su esposa Imelda Marcos, se presentó como un «héroe popular», que representaba la esperanza de Filipinas, una vez que alcanzó el poder, él y su esposa se convirtieron en una auténtica asociación, cuyo objetivo fue acrecentar su propio poder cada vez más, a la par que malversaban fondos públicos, creando una vasta fortuna multimillonaria y sosteniendo un régimen autoritario, populista, demagógico y represivo contra sus opositores.

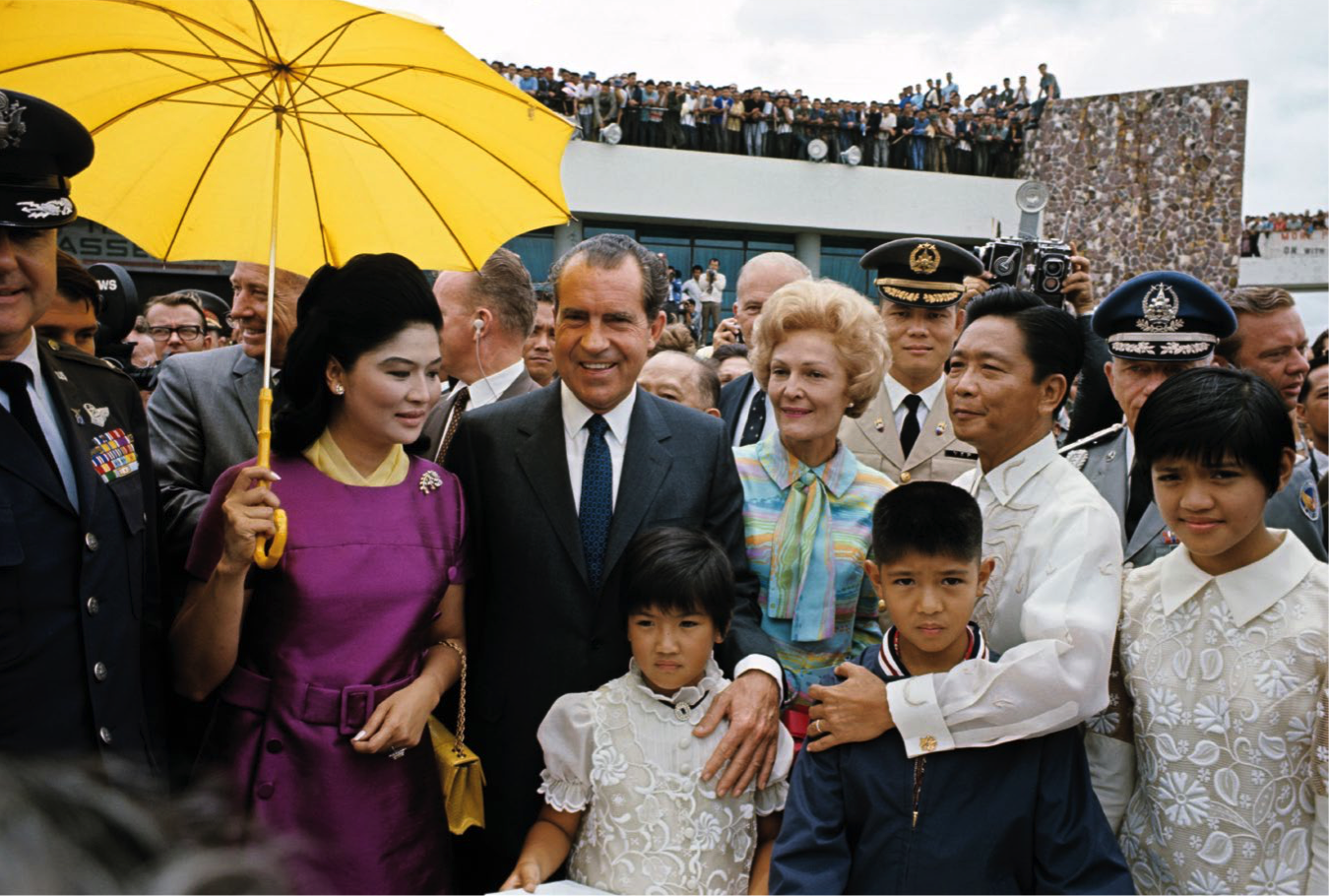
Richard Nixon con la familia del presidente filipino Ferdinand Marcos.

Entre 1959 y 1964 Ferdinand Marcos fue senador del Congreso. Un año después ganaría las elecciones presidenciales.
Filipinas vivía la peor crisis económica de su historia. Marcos prometió terminarla aplicando un programa de ajuste económico. Los testimonios de los funcionarios de las cámaras privadas de comercio y de empresarios privados dieron enorme apoyo a lo que estaba ocurriendo. Por lo menos, ahora se están alcanzando los objetivos del desarrollo". El régimen de Marcos instituyó una organización juvenil obligatoria, conocido como la Kabataang Barangay, que fue dirigida por la hija mayor de Marcos, Imee. El Decreto Presidencial 684, promulgado en abril de 1975, requería que todos los jóvenes de entre 15 a 18 fueran enviados a campos rurales remotos a hacer trabajo voluntario.

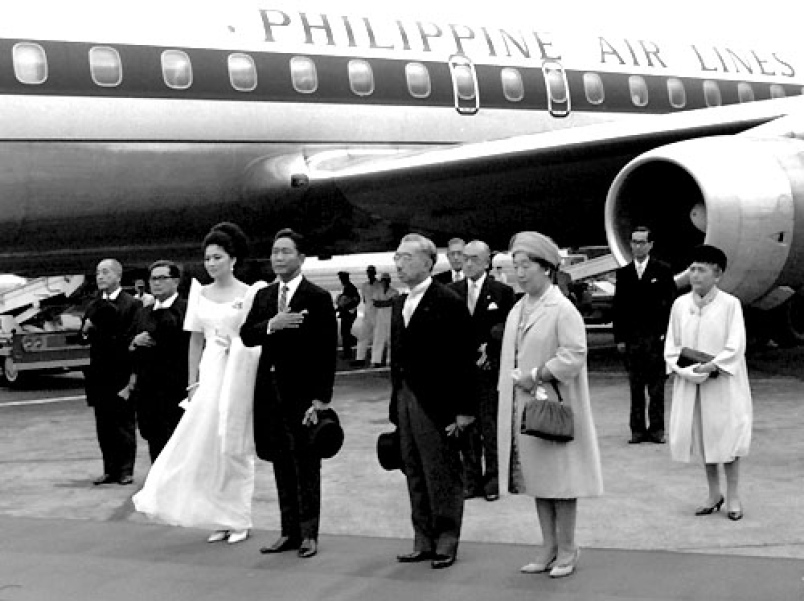
El presidente Marcos reunido con el emperador Hirohito y la emperatriz Nagako.

Su gobierno reformó la política filipina en su totalidad, Filipinas vivía la peor crisis económica de su historia. Marcos prometió terminarla aplicando un gran ajuste económico de la mano de las doctrinas de Milton Fredman. Finalmente sustituyó el sistema parlamentario y el apoyo de las Fuerzas Armadas, con las cuales  sometió al Congreso para así poder ser reelegido eternamente.
logrando ser reelegido para un período consecutivo (ello tras las elecciones de 1969), siendo reelecto una tercera ocasión en 1981 y una cuarta en 1986, aunque esta última elección, no lo logró mantener en el poder, debido a la Revolución de EDSA, que lo derogó. En todo caso, Marcos es la única persona en la historia de Filipinas, en ser reelegido para la presidencia en cuatro ocasiones. Igualmente, fue responsable de reformar la Constitución filipina en 1981, sustituyendo el Congreso de Filipinas por una Legislatura Nacional, que recibió el nombre de Batasang Pambansa (Parlamento filipino) que sería designada entonces por el, siendo además electo primer ministro por el mismo, cargo que ejerció de 1978 a 1981, lo que lo convirtió en el único primer mandatario de su país en ejercer simultáneamente los cargos de presidente y primer ministro de Filipinas.
Otras de sus creaciones incluyeron instituciones y cargos como el Ministerio de Asentamientos Humanos y la Embajada Extraordinaria y Plenipotenciaria de Filipinas, ambos entes que su esposa, Imelda Marcos, ejercería desde su creación hasta el final de la «dictadura conyugal», como se denominó al régimen de los Marcos. Igualmente, fue responsable de llevar una política, que se caracterizó por su cercanía a Estados Unidos (país que respaldó notoriamente su gobierno). Además de ser responsable de la muerte, tortura y detención ilegal de más de 100.000 filipinos, Marcos se apropió de forma ilícita de entre 5 000 y 10 000 millones de dólares, según la ONG Transparencia Internacional, lo que le convierte en el segundo líder más corrupto de la historia, solo por detrás del dictador anticomunista indonesio Suharto. Para 1977, el ejército se había cuadruplicado (de 65.000 en 1972 a 270.000) y más de 60.000 filipinos habían sido detenidos por motivos políticos.
Al amparo de esta ley, los derechos constitucionales se suspendían y las Fuerzas Armadas y la policía adquirían enormes facultades de represión, además de que el mandato presidencial de Marcos permanecía extendido o teóricamente suspendido hasta que se levantara la Ley, lo que le permitió mantener la presidencia fuera del límite de dos mandatos. El 23 de septiembre de 1972, al declarar la Ley marcial,
Al momento de declararse la Ley, el 23 de septiembre, Marcos justificó su accionar argumentando la amenaza de la doble insurgencia (comunista e islamista) contra el gobierno del país. Con posterioridad, acusó a los partidos opositores de frenar su gobierno y ser los principales responsables de la violencia que lo llevaron a declarar dicha ley. Al igual que sucedía con las Fuerzas Armadas y la policía, la imposición de la Ley marcial (que en la práctica fue un autogolpe de Estado), entregaba a Marcos amplios poderes ejecutivos. Gobernando por decreto, Marcos decretó la disolución del Congreso y aplastó la libertad de prensa y otras libertades civiles. Cerró los establecimientos de los medios de comunicación, y ordenó rápidamente la detención de los líderes de la oposición y militantes importantes, incluyendo los senadores Ninoy Aquino, Jovito Salonga y José Diokno, a quienes no hubiera podido detener sin la ley de emergencia debido a que gozaban de inmunidad parlamentaria. El 21 de agosto de 1983 es asesinado Benigno Aquino, cuando regresaba a Filipinas de un exilio. Aquino era símbolo del descontento de la población. Más de 2 millones de filipinos asistieron a su funeral. 
Su régimen además tuvo un fuerte programa en contra de la criminalidad, también fue notoriamente marcado por el militarismo, impulsando el progresivo incremento del poder y primacía de las Fuerzas Armadas de Filipinas, acrecentando su niveles de equipamiento y preponderancia sobre la política nacional, lo cual se vio realzado gracias a la presencia de guerrillas izquierdistas en el país, así como por el deseo de convertir a Filipinas en una fuerza militar de la región Pacífico-Oceánica. Políticamente, el gobierno de Marcos consistió en una dictadura autocrática, anticomunista personalista, militarista y nepotista, durante la cual se cometieron numerosas violaciones a los derechos humanos, existiendo para la década de 2010 más de 75.000 denuncias por abusos y daños cometidos por el régimen.

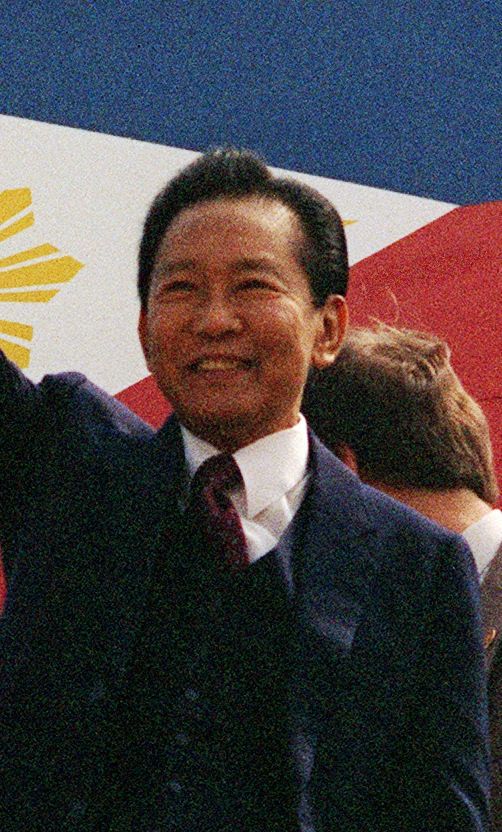
Ferdinand Marcos en 1983.

La gestión de Marcos acentuó la corrupción y la malversación de fondos públicos, en todos los niveles de la estructura política, siendo el mismo Marcos responsable, según la ONG Transparency International, de amasar una fortuna de entre USD 5000 a 10 000 millones de forma ilícita.
Finalmente, tras una serie de acontecimientos que fueron debilitando la solidez de su régimen y con la presión nacional e internacional al límite, Marcos convocó a elecciones en 1986, las cuales resultan en un fraude electoral a su favor. Esto provocó el rechazo de sectores de la Iglesia católica, la política y las Fuerzas Armadas en conjunto, que acabaron confluyendo en la Revolución de EDSA, la cual forzó finalmente a Ferdinand Marcos a abandonar el poder junto con su esposa, Imelda Marcos, huyendo a Hawái. La corrupción y la crisis económica fueron debilitando el régimen, pero sería el asesinato del líder de la oposición filipina, Benigno Aquino, en agosto de 1983 el punto de inflexión que terminaría marcando el principio del fin de la dictadura de Marcos.
Su caída final se produjo el 25 de febrero de 1986. Miles de filipinos durante la Revolución del Poder del Pueblo ocuparon el complejo presidencial, poniendo punto final a 21 años de tiranía. Días antes, Ferdinand Marcos había logrado ser reelegido venciendo a su oponente Corazón Aquino en unos comicios fraudulentos. Horas después, el dictador y su familia, bajo el auspicio del gobierno estadounidense, eran evacuados y aterrizaban en Hawái llevando a bordo 413 piezas de joyería, una estatua de marfil, un collar de diamantes, 24 lingotes de oro, más de 27 millones de pesos filipinos en billetes recién impresos y 15 millones de dólares.
Falleció tres años después de su caída del poder, el 28 de septiembre de 1989, durante su exilio en Hawái, Estados Unidos. Su destino era la isla de Guam, un territorio bajo administración estadounidense. Marcos dejó Filipinas a bordo de un helicóptero estadounidense con las maletas llenas de oro y diamantes. Su esposa, Imelda Marcos, a partir de entonces libraría una serie de batallas legales para lograr legitimar la vasta fortuna acumulada por los Marcos, estimada en 35.000 millones de dólares, además de haber dedicado sus últimos años a la supervivencia Del poder de la familia Marcos, estando políticamente activa. Igualmente sus hijos, Imee Marcos y Ferdinand Marcos Jr., también mantienen notorias carreras políticas, la primera como gobernadora de la provincia de Ilocos Norte y el segundo como senador y posteriormente como el actual presidente de Filipinas. 
En 1987 planeaba derrocar al gobierno de Corazón Aquino, secuestrando a la presidenta sin intención de herirla, esto fue escuchado y se puso a Marcos bajo arresto domiciliario.

## Evasión de capitales
La ONG Transparency International ha calculado que el clan Marcos amasó ilegalmente una fortuna de entre 5000 y 10 000 millones de dólares durante los años en los que se mantuvo en el poder. En 1986 dieron comienzo los trámites para devolver a Filipinas parte del dinero escondido por la familia Marcos en Suiza. Tras 17 años de procesos judiciales el gobierno filipino recibió finalmente 658 millones de dólares, que fueron destinados a financiar la reforma agraria y a pagar compensaciones a las víctimas de las persecuciones del dictador.  Ningún otro país ha congelado cuentas bancarias ni intervenido bienes de los miembros del clan Marcos.
Desde entonces se ha implementado una serie de medidas, tales como la Comisión Presidencial para el Buen Gobierno, que lleva 32 años tratando de recuperar los bienes robados por el expresidente filipino. Más de un tercio sigue en paradero desconocido.